# Temperamentsmerkmale nach Strelau
Die Temperamentsmerkmale nach Strelau basieren auf der Temperamentstheorie des Warschauer Psychologen Jan Strelau (1931–2020). Diese Theorie fußt auf den Grundlagen der von Iwan Pawlow in behavioristischer Tradition beschriebenen Eigenschaften der Nervenprozesse.
Nach Strelau ist das Temperament hauptsächlich durch körperliche Mechanismen bestimmt und daher relativ beständig, es verändert sich in extremem Umfang (vom Sanguiniker zum Melancholiker) nur unter lang andauernder und konsequenter Umwelteinwirkung. Zum Ausdruck kommt es im energetischen Niveau des Verhaltens sowie in zeitlichen Reaktionsparametern (also: in Art und Weise sowie Motivation).
Das Temperament wird nach Strelau als überwiegend genetisch bestimmt gesehen, aber es muss klar unterschieden werden zwischen (gering veränderbarem) Temperament und dem Verhalten, in dem das Temperament zum Ausdruck kommt, denn das Verhalten ist veränderbar. Einen wissenschaftlichen Nachweis für Strelaus Theorien und deren Aussagen gibt es nicht.

## Energetisches Niveau des Verhaltens
Es werden zwei grundlegende Temperamentsdimensionen für interindividuelle Unterschiede in energetischen Aspekten des Verhaltens unterschieden:

### Reaktivität
Die Reaktivität bezeichnet die Intensität oder Menge des Verhaltens, mit der ein Individuum auf einen Stimulus oder eine Situation reagiert. Demnach bestimmt die Größe eines Reizes die Stärke der Reaktion (Reiz proportional zur Reaktion), aber diese Reaktionsstärke ist individuell abhängig. Dieser Unterschied in Intensität der Reaktion entspricht dem Temperamentsmerkmal der Reaktivität. Demnach bedeutet eine starke Reaktivität eine hohe Empfindlichkeit oder geringe Belastbarkeit. Der Reiz braucht für eine Reaktion nicht besonders hoch zu sein. Strelau vermutete, dass der Stimulus durch bestimmte physiologische Mechanismen verstärkt wird (endokrines System, autonomes Nervensystem, Stammhirn, subkortikale und kortikale Zentren). Dadurch, dass die Reaktivität durch bestimmte Erregung die Stärke/Größe der Reaktion definiert, liegt also der Erregung dieser physiologische Mechanismus zur Verstärkung oder Unterdrückung von Stimulationen zugrunde. Es wird umgekehrt von schwacher Reaktivität gesprochen, wenn es für eine Reaktion eines besonders starken Reizes bedarf (hier wird die Stimulation durch physiologische Mechanismen erniedrigt).
Der Höhepunkt des Reaktivitätsniveaus ist erreicht, wenn eine Erhöhung der Stimulusstärke nicht mehr zu einer Erhöhung der Reaktionsintensität führt. Dieser Punkt wird als Belastbarkeitsschwelle bezeichnet. Steigt die Stimulation trotzdem weiter in der Stärke, so wird die Reaktion in ihrer Intensität wieder abnehmen.
Zum Beispiel wird sich jemand, der ständig zu Unrecht beschuldigt wird, irgendwann nicht mehr darüber aufregen.
Der Grad der Sensibilität der Reaktivität meint den schwächsten Reiz, der gerade noch eine kaum wahrnehmbare Reaktion hervorruft. Gemessen wird dies am RVK (Reizverarbeitungskoeffizienten) im Verhältnis Reaktionsstärke zu Reizintensität.
Die Reaktivität zeigt sich besonders in Situationen, bei denen eine Reaktion direkt durch einen Reiz hervorgerufen wird. Das Gegenteil davon sind aktive Verhaltensweisen, die als zielgerichtete Handlung nicht direkt auf einen aktuellen Reiz zurückzuführen sind.

### Aktivität
Die Aktivität bestimmt oder reguliert den stimulativen Wert eines Verhaltens oder einer Situation und
zeigt sich in Gestalt des Verhaltens, das auf ein bestimmtes Ziel gerichtet ist (welches häufig nicht unmittelbar mit der Reizsituation verbunden sein muss).
Es wird unterschieden in Hinsicht auf:
- Dauer… (Wie lange joggt jemand?)
- Intensität… (Wie schnell joggt jemand?)
- Häufigkeit… (Wie oft joggt jemand?)

des Ausführens von Tätigkeiten beliebiger Art.
Das Erregungsoptimum ist erreicht, wenn der Organismus mit für ihn richtigen Dosis von Reizen/Stimuli versorgt ist und das Individuum ist immer bestrebt, dieses Erregungsoptimum zu halten oder wieder zu erreichen.
Bei übermäßiger Erregung, wird eine Person versuchen, die Stimulation zu reduzieren. Es ist ihr dann ein Bedürfnis sich beispielsweise zurückzuziehen und sich zu entspannen.
Es wird beim optimalen Erregungsniveau unterschieden in:
- Physiologisch: solch ein Erregungsniveau, das bei der Ausführung von Tätigkeiten mit den geringsten physischen „Kosten“ verbunden ist

(der Organismus ist entspannt und physische Parameter sind „normal“)
- Psychologisch: ein solches Erregungsniveau, wo die Handlungsleistung am höchsten ist.

(die Person fühlt sich wohl und kann sich in Ruhe auf ihre Aufgaben konzentrieren)
Quelle der Stimulation kann jede Veränderung innerhalb oder außerhalb des Organismus sein, besonders
Aufgaben oder Situationen mit emotionalen Wert, beispielsweise ist ein Fußballspiel für den Fan eines Vereins spannender als für einen neutralen Beobachter.
Es wird unterschieden in direkte und indirekte Stimulation:
- Direkte Aktivität dient zur direkten Stimulation des Nervensystems. Die Aktivität ist die Stimulation (etwa Sport treiben).
- Indirekter Aktivität meint das Aufsuchen von Situationen, die eine Stimulation bieten. Die Aktivität führt zur Stimulation (beispielsweise zu einer Party gehen).

### Zusammenhang von Aktivität und Reaktivität
Die Reaktivität und Aktivität des Verhaltens sind in gewisser Weise unabhängig voneinander. Die Reaktivität determiniert nicht die Aktivität, aber beide haben die gleiche Ursache – den physiologischen Mechanismus. Dieser Mechanismus bestimmt direkt die Reaktivität, denn dieses System nimmt Einfluss darauf, wie ein Reiz vom Organismus aufgenommen wird und wann eine Person sich überstimuliert fühlt.
Bei der Aktivität ist dieser Mechanismus aber nur Ausgangspunkt zur Herausbildung gewisser Verhaltensweisen oder Aktivitäten. Denn wenn jemand Stimulationen benötigt, dann liegt es an seiner Persönlichkeit, wie er sich diese holt. Der Mechanismus bestimmt hier lediglich, wie viel und wie sehr man Stimulation braucht.
Deshalb kann durch Messung der Aktivität des Verhaltens indirekt auf die Reaktivität geschlossen werden und umgekehrt.
|                                 | stark reaktiv | wenig reaktiv |
| ------------------------------- | ------------- | ------------- |
| Reaktion auf unmittelbare Reize | hoch          | niedrig       |
| Handlungsaktivität              | niedrig       | hoch          |

Stark reaktive Individuen reagieren auf unmittelbare Reize stark, aber mit verminderter Aktivität im Handeln (physiol. Mechanismus verstärkt Stimulation).
Wenig reaktive Personen zeigen eine hohe Aktivität und schwächere Reaktion auf unmittelbare Reize (physiol. Mechanismus unterdrückt Stimulation).

## Temperamentsmerkmale

### Schnelligkeit
Bezeichnet die Zeit von der Reizeinwirkung bis zur Reaktion.

### Beweglichkeit
Bezeichnet die Fähigkeit von einer Reaktion auf eine zweite zu wechseln. Das Gegenteil wäre die Unbeweglichkeit. Gemessen wird diese Eigenschaft durch den Zeitabstand zwischen zwei Reizen.
Die Fragestellung lautet: „Wie schnell können zwei unterschiedliche Reize aufeinander folgen, sodass auf jeden noch eine adäquate Reaktion erfolgen kann oder die beiden Reize noch als unterschiedlich wahrgenommen werden?“
Bei trägen Personen ist dieses kritische Zeitintervall früh erreicht und folglich können bei beweglichen Personen die Abstände zwischen den Reizen kurz sein.
Wichtig ist diese Eigenschaft für eine schnelle Anpassung.

### Dauerhaftigkeit
Die Dauerhaftigkeit der Reaktion wird durch die Dauer dieser nach Reizwirkung definiert.
(Wie lange ist jemand wütend, nachdem er/sie beleidigt wurde)

### Tempo
Anzahl der Reaktionen, die auf eine Zeiteinheit fallen (Es geht besonders um gleichartige Reaktionen, beispielsweise die Anzahl der Worte in einer Minute in einer Stresssituation).

### Rhythmik
Darunter wird die Regelmäßigkeit der Zeitabstände zwischen gleichartigen Reaktionen verstanden. Je größer die Rhythmik, desto regelmäßiger die Abstände zwischen den Reaktionen.
(Wie groß muss der Zeitabstand zwischen zwei gleichen Stimuli sein, damit jemand die gleiche Reaktion auf beide zeigt?)

## Strelau Temperament Inventory STI
Auf Grundlage dieser Temperantstheorie erstellt Strelau mit Kollegen einen Temperamentsindex der mit Hilfe von Fragebögen untersucht werden kann. Der STI ist die Ursprungsvariante, die mittlerweile mehrfach überarbeitet und ergänzt wurde, ebenso ist der Test in einer kompakten Fassung erhältlich. Untersucht werden drei Hauptmerkmale.

### Stärke der Exzitation (SE)
Dies ist die Bereitschaft zu Aktivität in hoch stimulierenden Situationen
Je größer SE, desto geringer Sensibilität bei Stimulation, folglich geht eine hohe SE mit geringer Reaktivität einher.
Typische Fragen, die diese Konstrukte untersuchen:
- „Mir machen Tätigkeiten Spaß, die sehr aufwändig sind und meine ganze Kraft erfordern.“
- „Auch schwierige und anstrengende Tätigkeiten ermüden mich nicht“

### Stärke der Inhibition (SI)
Umfasst die Fähigkeit, Handlungen zu unterbrechen und Zurückhaltung auf motorischer, verbaler und emotionaler Verhaltensebene zu üben.
Ein hoher SI geht mit geringer Reaktivität einher
Im Fragebogen könnten darunter Fragen fallen, wie:
- „Ich kann ruhig weiter diskutieren, auch wenn ich mich aufrege.“
- „Wenn ich eine Arbeit in Auftrag gegeben habe, fällt es mir schwer zu warten, bis sie fertig ist.“

### Mobilität nervlicher Prozesse (M)
Die Flexibilität gegenüber sich ändernden Umweltbedingungen fallen unter dieses Item, es erfasst auch die Beweglichkeit in der Anpassung an veränderte Situationen.
Beispiele für Fragen sind:
- „Gespräche mit Mitreisenden anzuknüpfen fällt mir leicht.“
- „Es fällt mir leicht, mich von einer fesselnden Sache loszureißen, wenn es erforderlich ist.“